# Chevrainvilliers
Chevrainvilliers ist eine französische Gemeinde mit 255 Einwohnern (Stand 1. Januar 2022) im Département Seine-et-Marne in der Region Île-de-France. Sie gehört zum Kanton Nemours im Arrondissement Fontainebleau.

## Geographie
Die Gemeinde grenzt im Norden an Larchant, im Osten an Saint-Pierre-lès-Nemours, im Südosten an Ormesson und Châtenoy, im Süden an Aufferville, im Südwesten an Garentreville und im Nordwesten an Guercheville. Die Gemeinde ist Teil des Regionalen Naturparks Gâtinais français.

## Bevölkerungsentwicklung
| Jahr      | 1962 | 1968 | 1975 | 1982 | 1990 | 1999 | 2008 | 2013 |
| --------- | ---- | ---- | ---- | ---- | ---- | ---- | ---- | ---- |
| Einwohner | 277  | 214  | 222  | 222  | 236  | 226  | 222  | 221  |

## Sehenswürdigkeiten
Siehe auch: Liste der Monuments historiques in Chevrainvilliers
- Kirche Saint-Fiacre, Monument historique
- Kriegerdenkmal
- Wasserturm

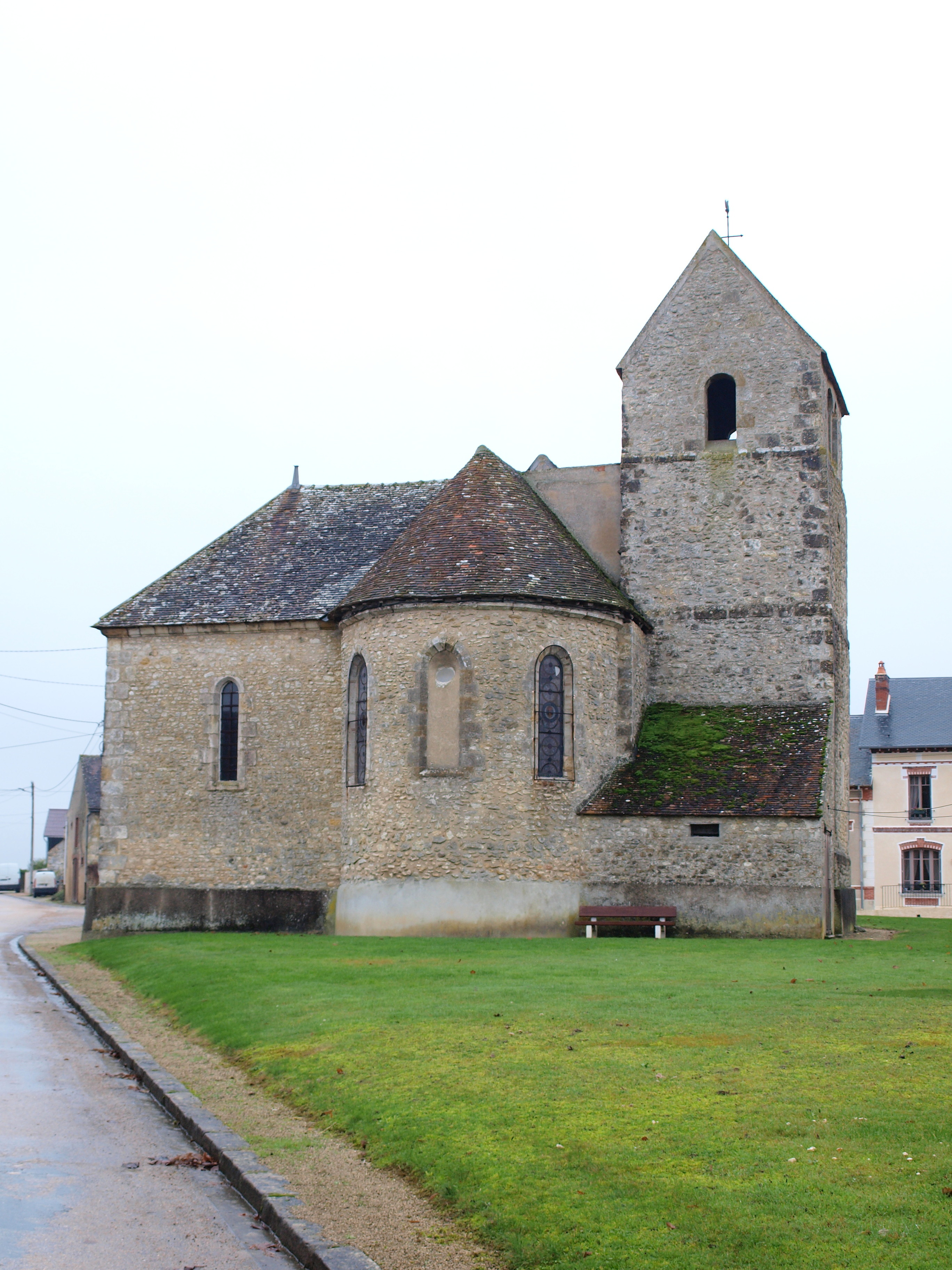
Kirche Saint-Fiacre
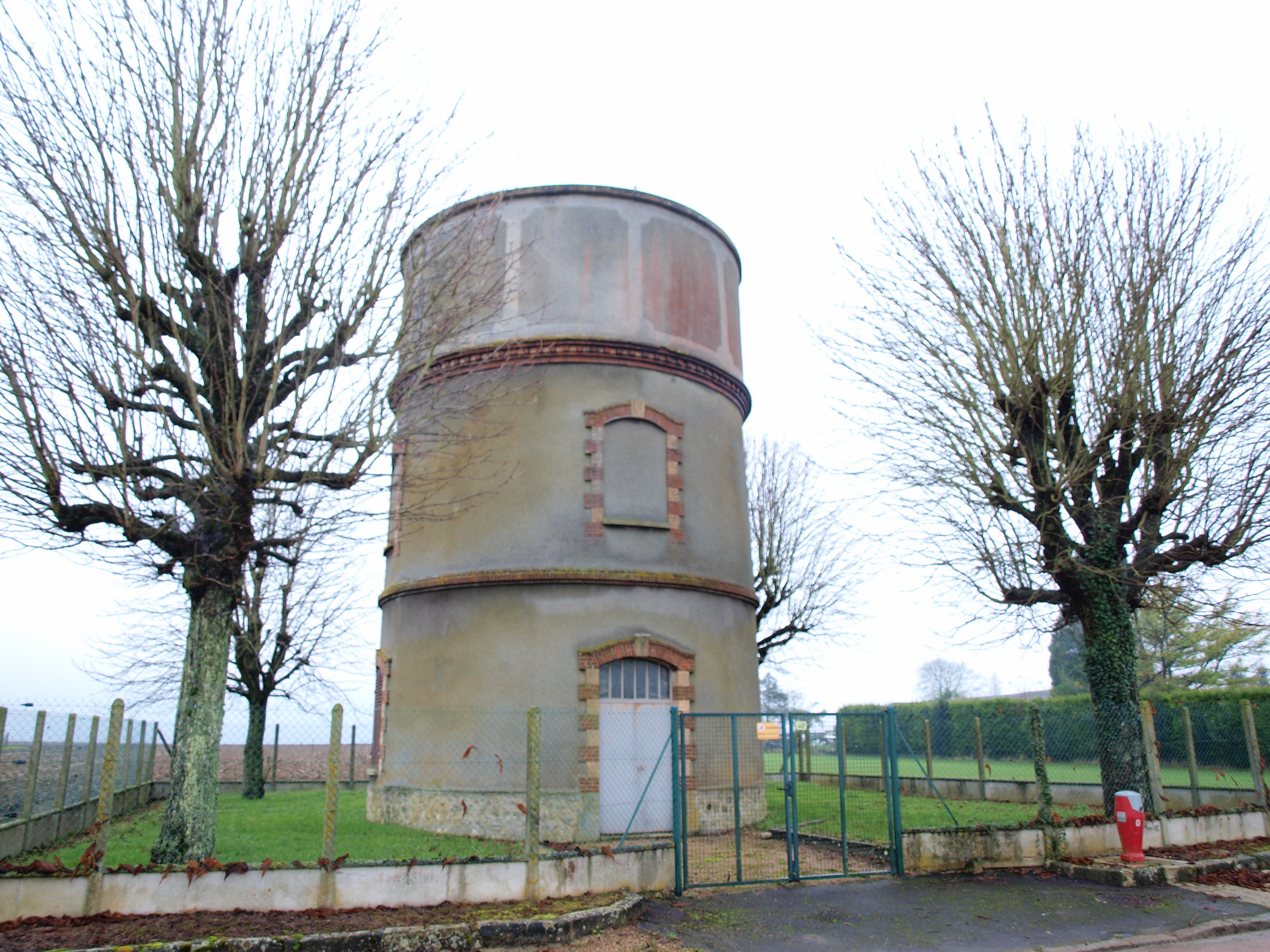
Wasserturm